# Departamento de Anta
El departamento de Anta es un departamento ubicado en la provincia de Salta, Argentina.
Tiene 21.945 km² y limita al norte con los departamentos de Orán y Rivadavia, al este con el departamento Rivadavia y la provincia de Chaco, al sur con la provincia de Santiago del Estero, y al oeste con los departamentos de Metán y General Güemes y la provincia de Jujuy.

## Localidades y parajes
- Apolinario Saravia
- El Quebrachal
- General Pizarro
- Joaquín Víctor González
- Las Lajitas
- Vinalito
- Tolloche
- Nuestra Señora de Talavera
- Macapillo
- Gaona
- Ceibalito
- Luis Burela
- Coronel Mollinedo
- Río del Valle
- Centro 25 de Junio
- Coronel Olleros
- Piquete Cabado
- Chorroarín
- Ebro
- Curva del Turco
- Santo Domingo
- Las Flores

## Demografía
Según estudios del INDEC durante el censo argentino de 2010 la población del departamento alcanzó los 57 411 habitantes.
Para el censo 2022 el departamento registró 70.170 habitantes. Esto representó un aumento en la cantidad de personas del 22.2% y una leve disminución de la densidad poblacional respecto del censo anterior que era del 3,2.
|           | 1869  | 1895    | 1914   | 1947     | 1960    | 1970    | 1980    | 1991    | 2001    | 2010   | 2022   |
| Población | 4.228 | 6.738   | 6.946  | 20.526   | 22.789  | 25.844  | 34.774  | 39.213  | 49.841  | 57.411 | 70.170 |
| Variación | -     | +59,36% | +3,08% | +195,50% | +11,02% | +13,40% | +34,55% | +12,76% | +27,10% | +15,2% | +22,2% |

Fuente: Instituto Nacional de Estadísticas y Censos, INDEC

## Defensa Civil

### Sismicidad
La sismicidad del área de Salta es frecuente y de intensidad baja, y un silencio sísmico de terremotos medios a graves cada 40 años.
- Sismo de 1930: aunque dicha actividad geológica catastrófica, ocurre desde épocas prehistóricas, el terremoto del 24 de diciembre de 1930 (94 años),[6] señaló un hito importante dentro de la historia de eventos sísmicos jujeños, con 6,4 Richter. Pero nada cambió extremando cuidados o restringiendo códigos de construcción.[5]
- Sismo de 1948: el 25 de agosto de 1948 (76 años) con 7,0 Richter, el cual destruyó edificaciones y abrió numerosas grietas en inmensas zonas[6][5]
- Sismo de 2010: el 27 de febrero de 2010 (15 años) con 6,1 Richter